# Emerson (Géorgie)
Pour les articles homonymes, voir Emerson.
Emerson est une ville américaine située dans le comté de Bartow, en Géorgie. Selon le recensement de 2020, sa population est de 1 415 habitants.